# Тарелка

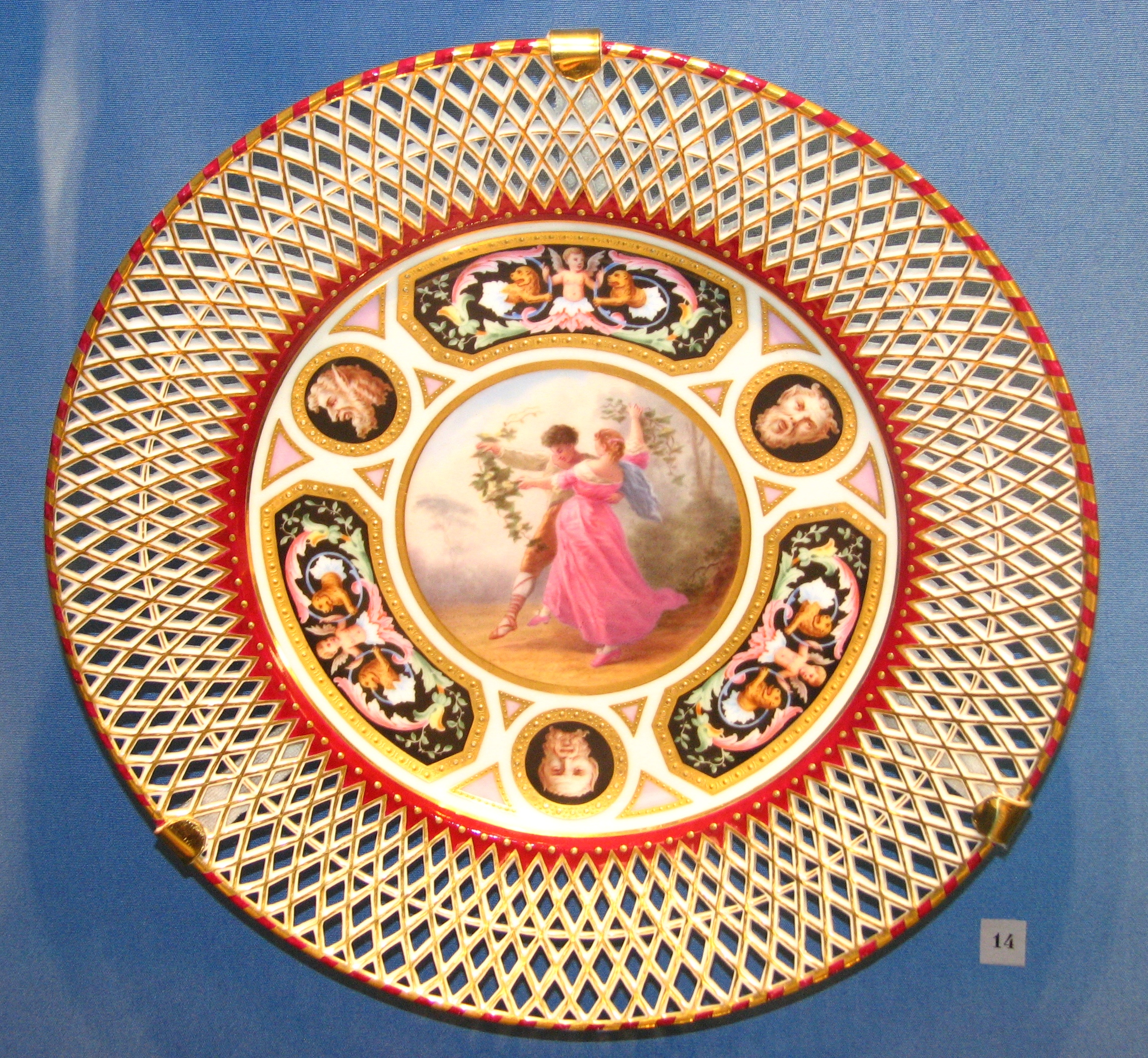
Тарелка из сервиза с гротесковым орнаментом и сюжетной росписью в медальонах. Императорский фарфоровый завод, Россия. 1881—1885 годы. Фарфор, резьба, надглазурная полихромная роспись, позолота

Таре́лка, блюдо — плоское или вогнутое изделие из керамики, стекла, металла и иных материалов. Тарелки бывают различной формы с приподнятыми краями и предназначены для приёма пищи и хранения, вид столовой посуды.
Обычно круглой формы, служит для подачи пищи на стол, а так же для чашек. Тарелки появились значительно раньше ложек и ножей. Самые первые тарелки появились в эпоху неолита. Их лепили из глины и обжигали.

## История

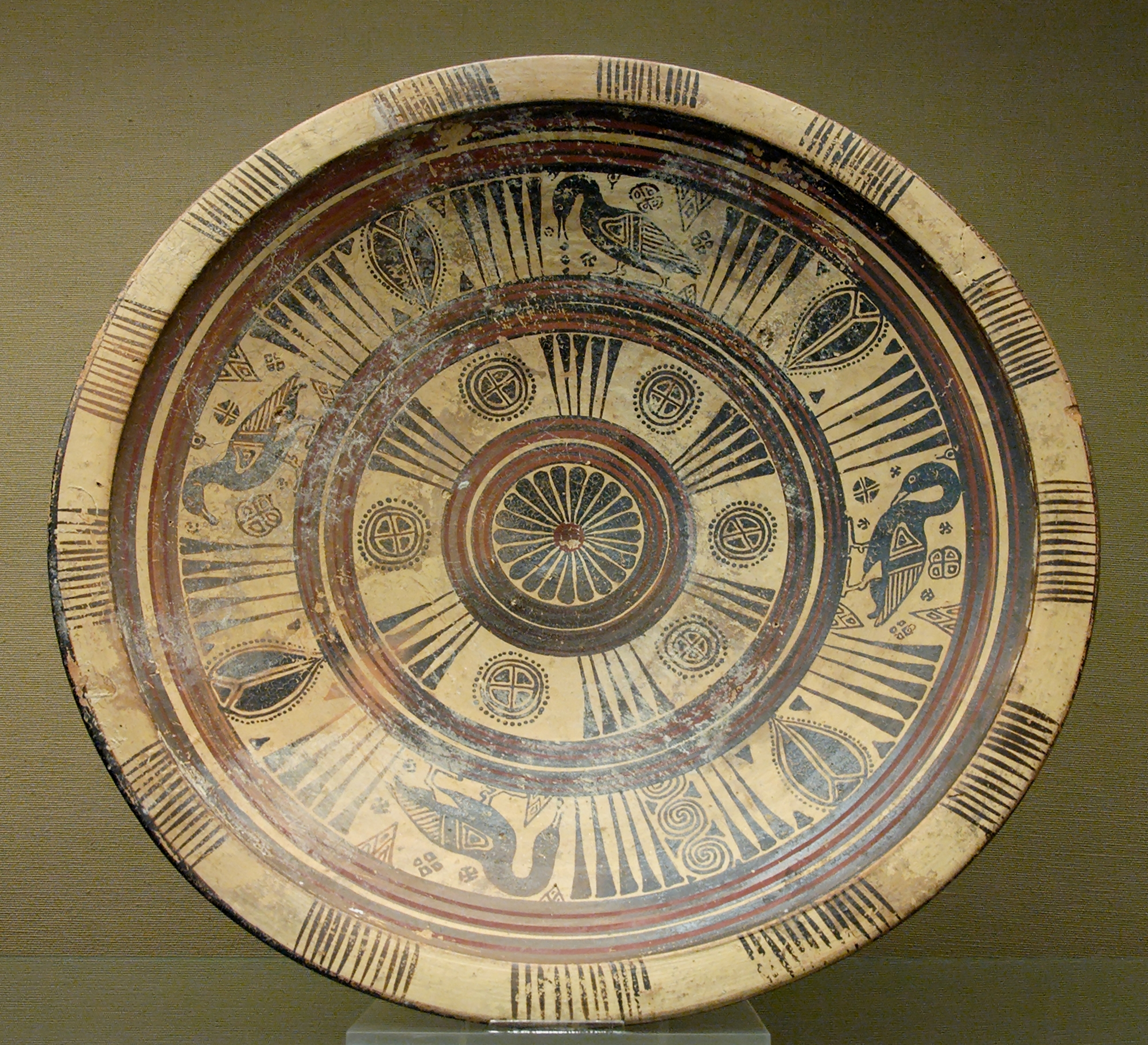
Терракотовая тарелка с птицами, 600 год до н. э., Камир, Родос. Британский музей

Тарелки появились значительно раньше ложек и ножей.
Самые первые тарелки появились в эпоху неолита. Их лепили из глины и песка, обжигали. Собственно, современное слово «тарелка» к ним мало подходило, правильнее было сказать «ёмкость». Постепенно ёмкости менялись, превращаясь в посудные блюда, стали плоскими донышки для удобства, а для красоты их покрывали орнаментом, позже глазурью. Появилась керамика. В античных Греции и Риме искусство изготовления керамической посуды достигло расцвета. Возникло деление на обиходную, декоративную и парадную посуду. Популярными были всевозможные блюда, на которых были изображены сцены из жизни богов или героев. Посуда из олова впервые появилась ещё в Древнем Риме. Дорогую посуду делали из серебра и золота.

В Китае начали создавать фарфоровые изделия приблизительно в 600 году н. э. Там научились создавать прозрачный твёрдый фарфор и изделия из него. В 1300-х годах китайские фарфоровые тарелки начали появляться при европейских королевских дворах, но были более богатыми диковинами, чем столовой посудой.

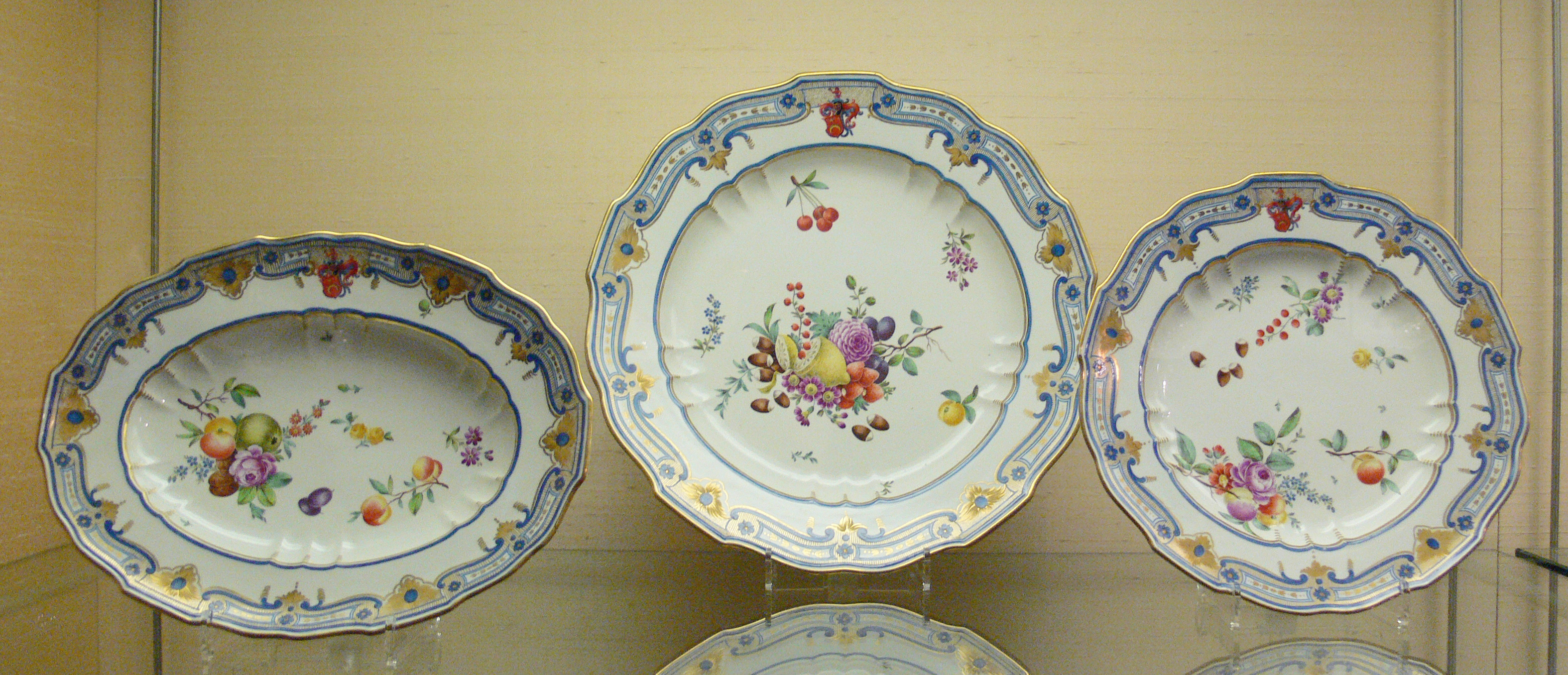
Фарфоровые тарелки из сервиза Йеннер, Йохан

В Европе в Средние века кушанья на стол было принято подавать на больших блюдах, появились деревянные поделки, которые выдалбливали посредине. Сначала «тарели» были общие, откуда каждый сам брал себе еду или ухаживали слуги. Накладывали еду на большие хлебные лепёшки. Лишь постепенно, в течение веков, стали использовать посуду индивидуально. В VIII веке в королевских дворах Европы приготовленная пища накладывалась в углубления, вырезанные в дубовых столах; в XIII веке аристократы клали еду на круглые куски хлеба; и только в XIV—XV веках тарелки из олова и дерева впервые начинают использовать во Франции. В богатых домах столовая посуда использовалась металлическая. Первые тарелки мало чем напоминали современные тарелки, они даже имели четырёхугольную форму.
В 1708 году немецкие гончары в Мейсене открыли китайский процесс изготовления фарфора, к этому времени относится возникновение европейской глиняной посуды. Очень скоро появились европейские изготовители глиняной посуды, поставлявшие изделия к королевским дворам: Саксонский в 1710 году, Веджвуд в Англии в 1759 году, в Копенгагене в 1775 году и другие.

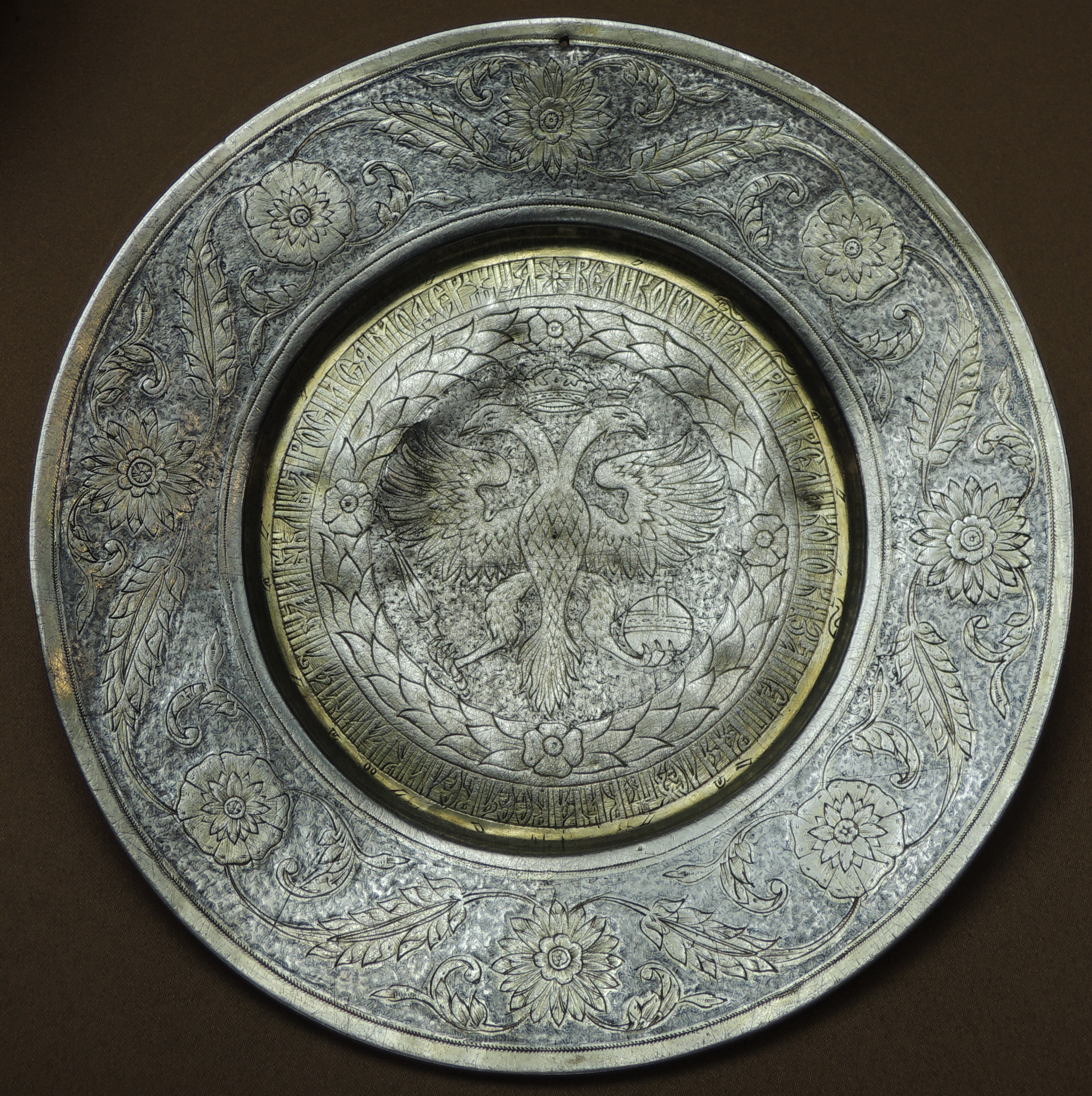
Тарель царя Петра I, XVII век. ГИМ, Москва

В Древней Руси, начиная с XI века, употребляется слово «блюдо». На блюде подавали пищу сразу для нескольких человек. Делалось блюдо из глины, серебра, олова, стали, дерева. Царская посуда была золотой. Иностранец Ульфельд, попавший на парадный обед к Ивану Грозному, вспоминал, что обычно послы, выпив мёд, клали за пазуху и сосуд, из которого пили. «Для таких бессовестных послов делали нарочно в Аглинской земле сосуды медные, посеребрённые или позолоченные».
Известно издавна русское слово «плошка» — то есть посуда с плоским дном.

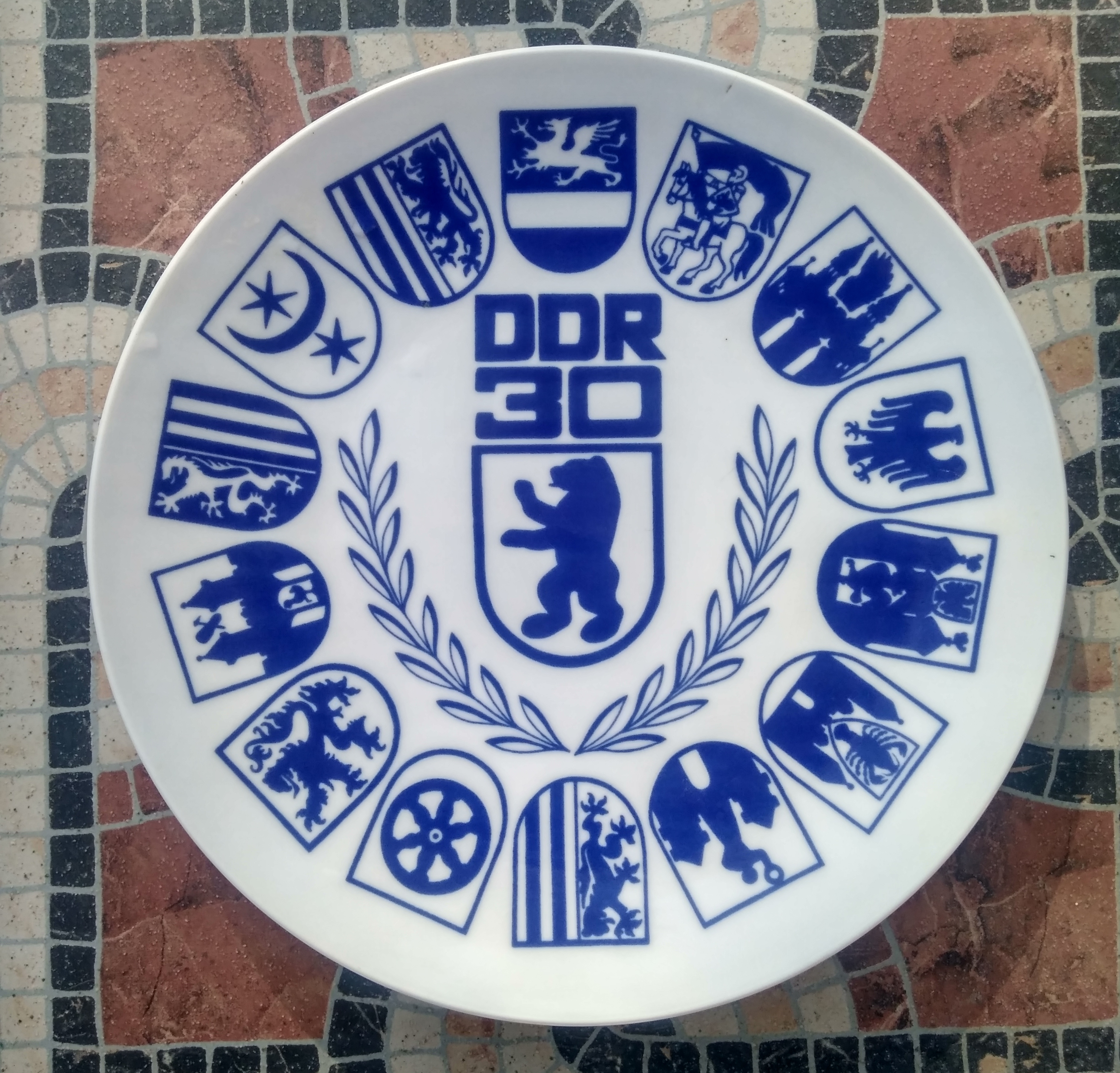
Юбилейная фарфоровая тарелка к 30-летию образования ГДР. По центру изображён герб столицы — города Берлина. По окружности расставлены гербы административных центров Земель ГДР и других крупных городов страны

На Руси долгое время цари награждали «тарелями» своих верных слуг, как орденами, за особые заслуги. Такая посуда украшалась вензелями и ставилась на виду. Впервые слово «тарель» (переделанное немецкое «талер») встречается в завещании одного из московских князей в 1509 году, оно пришло на смену древнему слову «миска». Ещё в XVI веке тарелку называли талера, тарель, торел. Первое письменное упоминание о пользовании индивидуальными тарелками относится ко времени царевича Лжедмитрия. В «Домострое» говорилось, что в час обеда следует «осмотреть стол, скатерть белу стлати, хлеб, соль, лжицы (маленькие ложечки), тарели собрати». Только с XVII века индивидуальная посуда (тарелки, ложки) на Руси стала входить в быт наиболее состоятельной части населения. В «Букваре» Кариона Истомина (1692 г.) различается посуда «торель» и парадное наградное блюдо «тарель»: «Торель на столе тарель пред тобою».
Лишь в XVIII веке столовая тарелка стала незаменима при употреблении пищи. Но продолжилась и декоративная история тарелки, появились сувенирные тарелки — они не используются для еды, а вполне конкурируют с видами изобразительного искусства.

## Виды тарелок

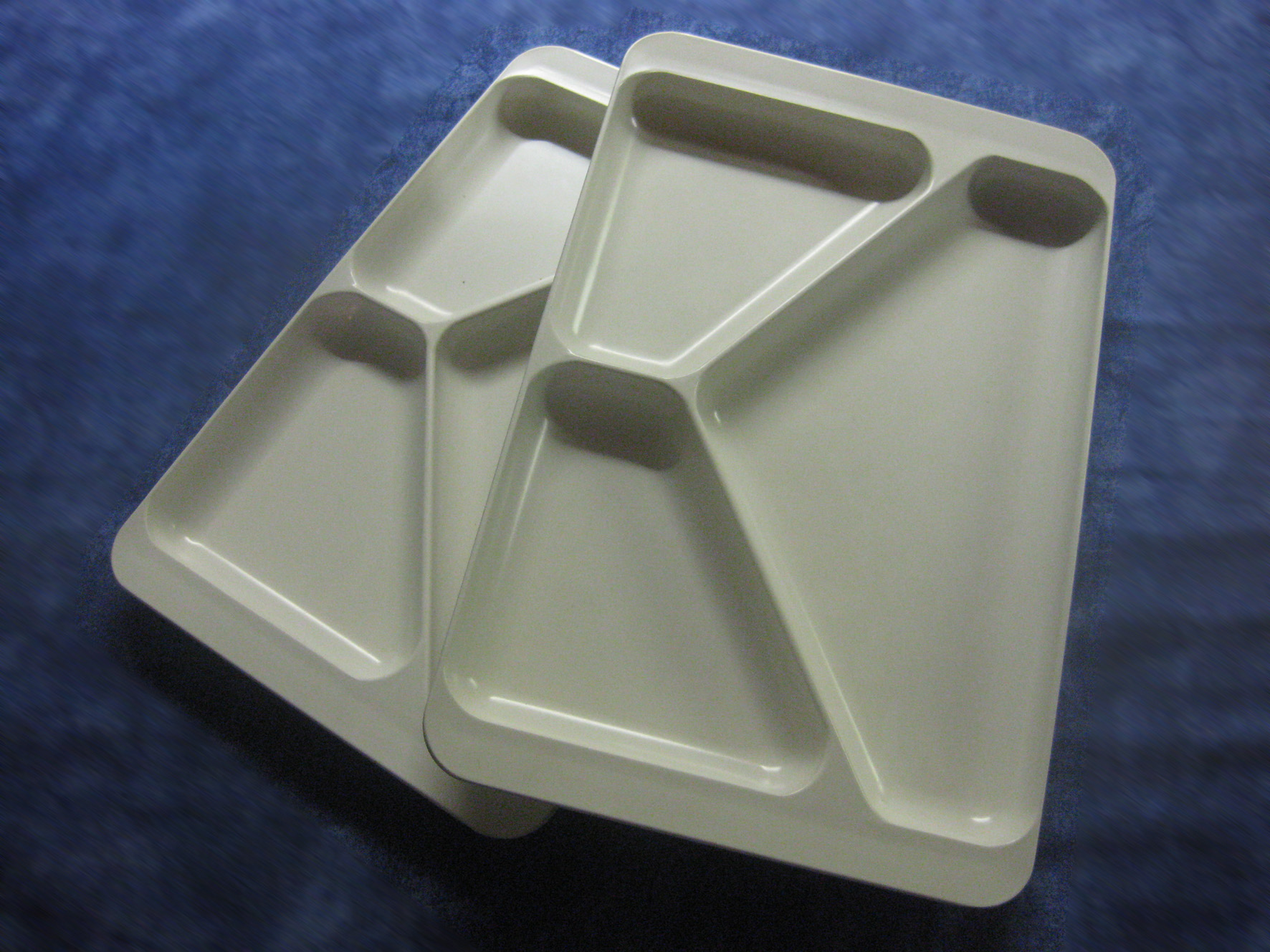
Столовая тарелка

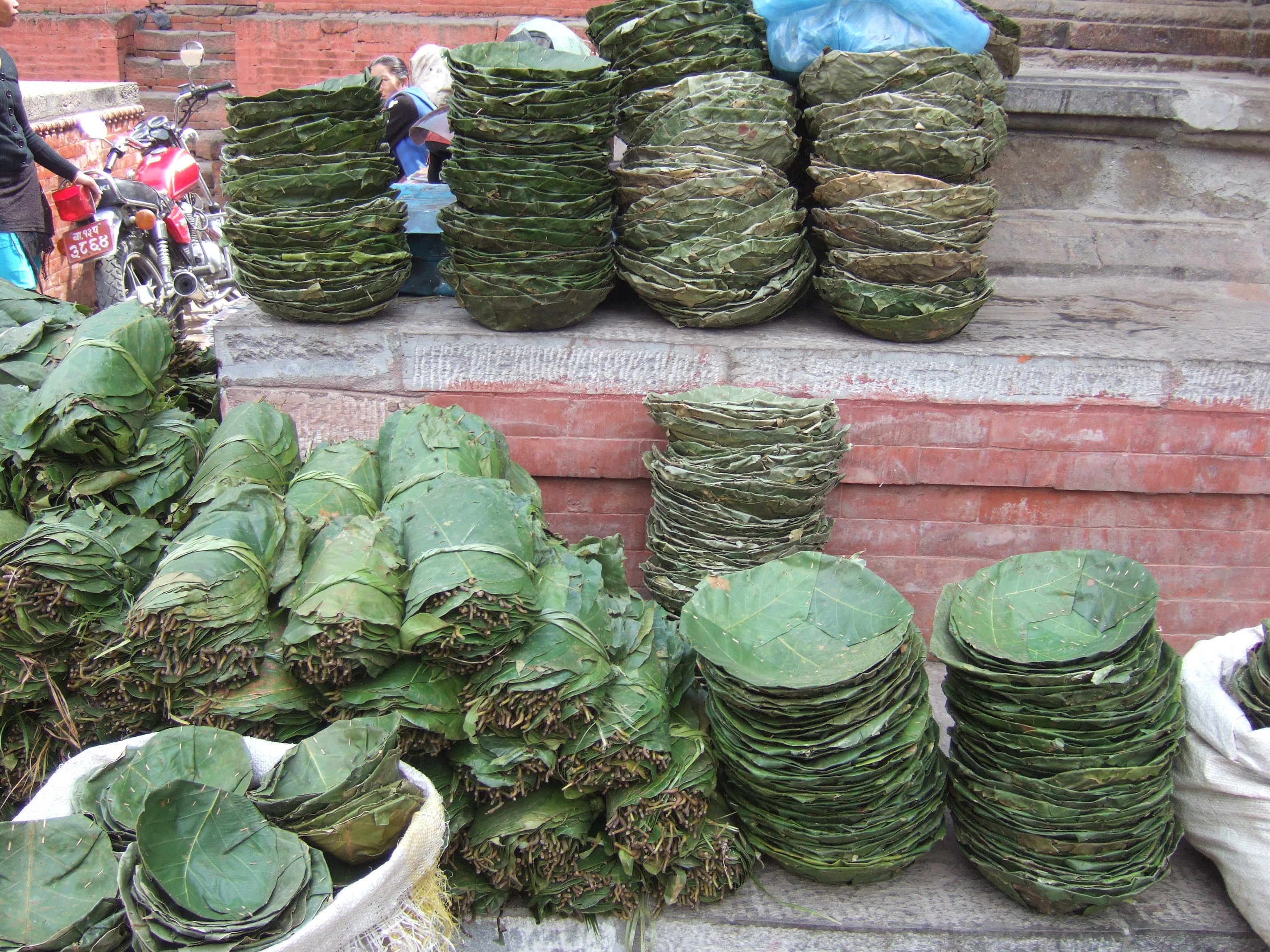
Одноразовые тарелки из листьев. Катманду, площадь Дурбар

### По использованию
- глубокие столовые или суповые — глубокие тарелки для супов
- мелкие столовые для горячих «вторых» блюд
- мелкие закусочные
- мелкие пирожковые
- десертные
- блюдца — тарелочки, на которые ставят чашки или стаканы

### По материалу изготовления
- Керамические
- Стеклянные
- Стеклокерамика
- Фарфоровые
- Деревянные
- Металлические
- Пластиковые (одноразовая посуда)
- Бумажные (одноразовая посуда)